# Cadurcia semiviolacea
Cadurcia semiviolacea är en tvåvingeart som beskrevs av Villeneuve 1926. Cadurcia semiviolacea ingår i släktet Cadurcia och familjen parasitflugor. Inga underarter finns listade i Catalogue of Life.